# María Luisa Zea
María Luisa Zea Gómez (Ciudad de México, 5 de febrero de 1913 - Ciudad de México, 27 de diciembre de 2002), fue una actriz y cantante mexicana. Destacó desde la primera etapa del cine sonoro en México. En su tiempo fue llamada popularmente con el apodo de La india  bonita, debido a la película homónima que la encumbró.

## Biografía
Nació en la Ciudad de México el 5 de febrero de 1913, 4 días antes del golpe de Estado militar del general Victoriano Huerta más conocido como la Decena Trágica. Fue profesora de Educación Física antes de que debutara en el cine en 1933 con la décima cinta sonora mexicana, Su última canción. Dirigida inicialmente por el austro-húngaro John H. Auer, éste dejó el proyecto para perseguir a su esposa después de que lo hubiera abandonado y la película fue completada por Fernando de Fuentes.
En 1938 participa en el proyecto más ambicioso del cine mexicano hasta el momento, La Zandunga. La película tendría como estrella a Lupe Vélez, por entonces muy popular en Hollywood, rodeándola de los mejores actores de la época como Arturo de Córdova y Joaquín Pardavé, y la misma María Luisa. Ya considerada como una estrella, ese mismo año confirmó su estatus al protagonizar La india bonita junto al debutante Emilio Tuero: sería de allí de donde salió el mote por el que se la acabaría conociendo. Al respecto el  escritor David Ramón diría que Zea «fue una de esas primeras estrellas del cine sonoro mexicano. Vino a representar con su bellísimo rostro la lírica mexicana, la volvió imagen fílmica que queda inscrita en nuestro cine. En alguna forma se le encasilló, entonces no era peyorativo, como la India bonita, una mujer hermosísima que representa la belleza de la mujer mexicana». 
Como cantante hizo giras por Cuba, Estados Unidos y algunos países sudamericanos; incluso hasta modeló lencería. También fue imagen de uno de los calendarios clásicos de Jesús Helguera e inclusive se dijo que fue de las primeras en posar desnuda para las cámaras cinematográficas mexicanas. Una muestra de su audacia es la escena en la que sale de un río y  se le puede ver un seno en La Zandunga: era una mujer muy desinhibida, con un erotismo que le salía de todo su ser y que siempre asumió plenamente.
María Luisa Zea logró trabajar con todos los grandes de la Época y se la vio junto a Pedro Armendáriz, David Silva, Mario Moreno "Cantinflas", Emilio Fernández, Luis Aguilar, Ramón Gay, Jorge Negrete o Pedro Infante. Con estos últimos se le relacionó sentimentalmente, y hay que decir que en las cintas donde trabajó con Infante ella era la estrella absoluta.
María Luisa vivió una etapa de decadencia en los años 50, cuando empezó a considerársela demasiado mayor para ser protagonista. Su última película importante fue Dicen que soy comunista, de Alejandro Galindo. Pese a la negativa de Adalberto Martínez "Resortes" a tenerla por pareja, después de este largometraje aún trabajaría en unos cuantos más antes de que acabara optando por su retiro.

## Fallecimiento
Muere el 27 de diciembre de 2002 en un hospital de la Ciudad de México, víctima de una acidosis metabólica. Actualmente sus restos se encuentran sepultados en el Panteón Civil San Nicolás Tolentino ubicado en la misma ciudad. 

## Filmografía
- 1957 La esquina de mi barrio
- 1956 Los amantes
- 1951 Perdición de mujeres
- 1951 Dicen que soy comunista
- 1950 El amor no es negocio
- 1950 De Tequila, su mezcal
- 1949 Yo maté a Juan Charrasqueado
- 1949 Cuando baja la marea
- 1949 El gran campeón
- 1949 Yo dormí con un fantasma
- 1947 Yo maté a Rosita Alvírez
- 1946 Humo en los ojos
- 1946 Rayando el sol
- 1945 El jagüey de las ruinas
- 1944 Adiós, Mariquita linda
- 1944 El corsario negro
- 1944 Mi Lupe y mi caballo
- 1943 Cuando habla el corazón
- 1943 Internado para señoritas
- 1943 El fanfarrón: ¡Aquí llegó el valentón!
- 1943 La feria de las flores
- 1942 La virgen morena
- 1942 Amanecer ranchero
- 1942 La epopeya del camino
- 1942 ¡Cuando la tierra tembló!
- 1942 Allá en el bajío
- 1941 Hasta que llovió en Sayula
- 1941 El milagro de Cristo
- 1940 El charro Negro
- 1940 Cantinflas y los censos (cortometraje)
- 1939 Una luz en mi camino
- 1939 Rosa de Xochimilco
- 1939 Juan soldado
- 1939 Juan sin miedo
- 1939 Aventurero del mar
- 1938 La india bonita
- 1938 La Zandunga
- 1937 Bajo el cielo de México
- 1937 El bastardo
- 1937 La llaga
- 1937 La gran cruz
- 1937 Honrarás a tus padres
- 1936 Irma la mala
- 1935 Hoy comienza la vida
- 1935 Martín Garatuza
- 1935 Todo un hombre
- 1934 Corazones en derrota
- 1934 Juárez y Maximiliano
- 1933 La noche del pecado
- 1933 Sagrario
- 1933 La llorona
- 1933 Su última canción